# 察茲馬
察茲馬是克羅地亞的城鎮，由別洛瓦爾-比洛戈拉縣負責管轄，始建於1226年，面積240平方公里，2011年人口8,095。

## 地理
察茲馬位于萨格勒布以东60公里，位於克罗地亚中部，距離首府別洛瓦爾30公里。 察茲馬位于莫斯拉维纳山的山坡上，周围是肥沃的低地。 察茲馬河位于城镇东部，较小的格洛戈夫尼察河也流经该地。

## 外部連結
- 官方网站